# Златоуст
Златоу́ст (башк. Алтынтамаҡ, Altıntamaq) — місто обласного підпорядкування в Челябінській області, в Уральському федеральному окрузі, Росія.

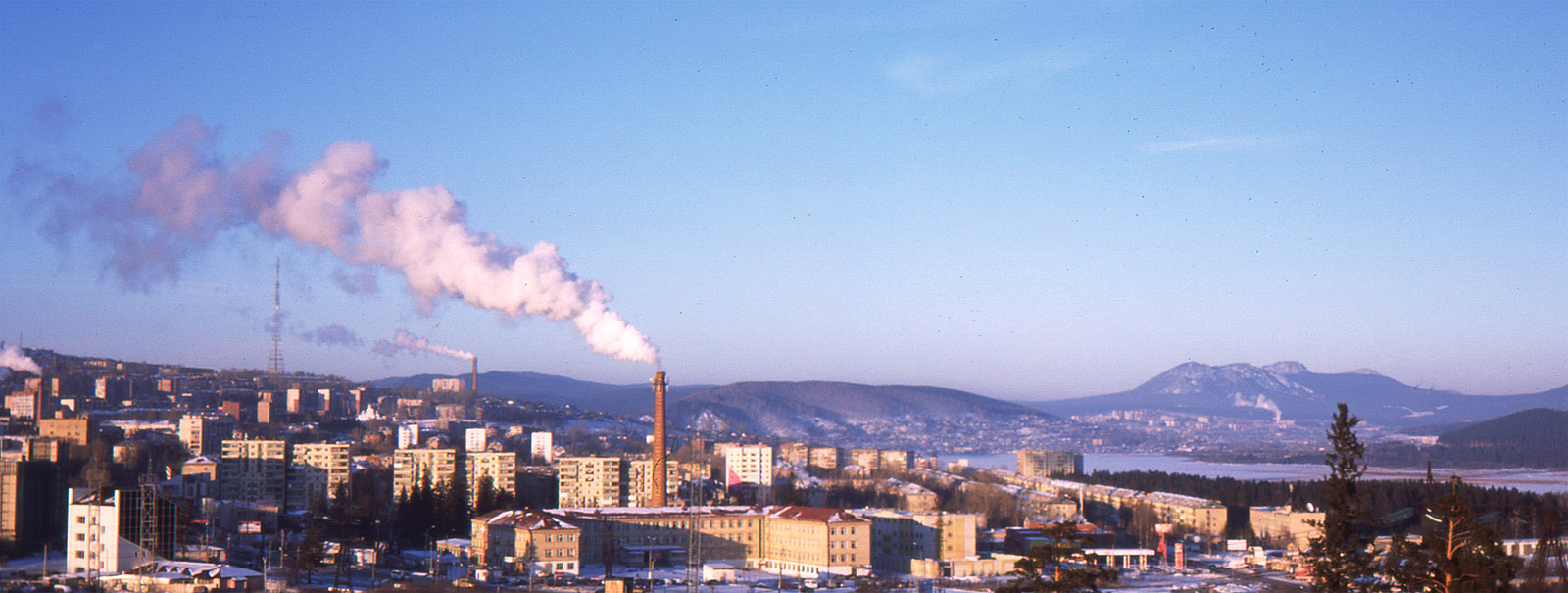
Панорама Златоуста

Місто розташоване в європейській частині Росії, на річці Ай (басейн Уфи), за 110 км на захід від обласного центру м. Челябінськ (160 км залізничною лінією) і за 1750 км на схід від Москви (1941 км залізницею). Через місто проходить Південноуральська залізниця, поруч із містом проходить автодорога М-5.
У межах міської зони Златоуст займає 118,2 км², довжина з півдня на північ — 15,4 км, із заходу на схід — 10,4 км. Златоуст одне з найвисокогірніших міст Уралу, житлові квартали розташовані на висоті 400—600 м над рівнем моря. Поруч з містом, на схід від нього, проходить межа поділу частин світу Європи та Азії.

## Населення
| 1897     | 1913     | 1926     | 1931     | 1939     | 1956     | 1959     |
| -------- | -------- | -------- | -------- | -------- | -------- | -------- |
| 21 000   | ↗29 200  | ↗48 000  | ↗75 000  | ↗99 000  | ↗143 000 | ↗161 342 |
| 1967     | 1970     | 1973     | 1975     | 1976     | 1979     | 1982     |
| ↗178 000 | ↗180 488 | ↗186 000 | ↗193 000 | →193 000 | ↗197 760 | ↗201 000 |
| 1985     | 1986     | 1987     | 1989     | 1990     | 1991     | 1992     |
| ↗202 000 | ↗204 000 | ↗206 000 | ↗207 794 | ↘206 000 | ↗208 000 | →208 000 |
| 1993     | 1994     | 1995     | 1996     | 1997     | 1998     | 1999     |
| ↘207 000 | ↘206 000 | ↘203 000 | ↘202 000 | ↘200 000 | →200 000 | ↘198 400 |
| 2000     | 2001     | 2002     | 2003     | 2004     | 2005     | 2006     |
| ↘196 900 | ↘195 900 | ↘194 551 | ↗194 600 | ↘192 800 | ↘191 500 | ↘190 300 |
| 2007     | 2008     | 2009     | 2010     | 2011     | 2012     | 2013     |
| ↘189 400 | ↘188 800 | ↘187 950 | ↘174 962 | ↗175 000 | ↘173 628 | ↘172 318 |
| 2014     | 2015     | 2016     | 2017     | 2018     | 2019     |          |
| ↘170 920 | ↘169 957 | ↘169 057 | ↘167 978 | ↘166 885 | ↘165 375 |          |

## Транспорт
Златоуст — транзитне місто Транссибірської магістралі. Особливий рельєф у межах міста вплинув на специфіку будівництва залізниці на цьому відрізку. Будівникам довелось піти на складне явище — створити залізничний шлях за типом «серпантин».
Через місто на добу проходить декілька транзитних потягів пов'язаних з Москвою, Уфою та Челябінськом.
Приміське сполучення представлене 2—3 електропоїздами у східному напрямку (місто Міас) на добу.
У західному напрямку 2 електропоїзди на добу прямують до станції Кропачьово.

## Уродженці Златоуста
- П. І. Дударєв — розвідник взводу пішої розвідки 681-го Мишкольцького стрілецького полку 133-й Смоленської стрілецької дивізії 40-ї армії 2-го Українського фронту, червоноармієць.
- Шаманов Михайло Олександрович — український журналіст, теле і радіоведучий, письменник; учасник російсько-української війни.